# Сенюков Микола Миколайович
Микола Миколайович Сенюков (рос. Николай Николаевич Сенюков, 18 травня 1925, Сторожа, Тульська губернія — 26 грудня 2007, Москва) — радянський футболіст і тренер. Заслужений тренер РРФСР. Спочатку грав на позиції напівсереднього нападника і півзахисника, потім став захисником. Був членом КПРС.

## Біографія

### Ранні роки
Починав грати у футбол в 1940 році в команді заводу «Каучук». У січні 1943 року пішов на війну, де спочатку служив у пішій розвідкці, а з лютого 1944 року ходив у розвідку на танках і бронетранспортерах 1-ї гвардійської танкової армії. На Віслі отримав поранення одночасно в шию, руку, де осколок залишився до останніх днів його життя, і ногу, після чого відмовився від лікування в тилу, відновившись у польовому госпіталі за кілька днів. На фронті дослужився до звання старшини, був нагороджений орденами Слави III ступеня і Червоної Зірки, медалями «За відвагу», «За бойові заслуги» і «За взяття Берліна».

### Гравець
По закінченні війни Сенюков залишився в групі радянських військ у Німеччині, де проводилася внутрішня футбольна першість, за виступами в якій він увійшов до збірної групи військ. У 1950 році в Потсдам прибув ЦБЧА на чолі з Борисом Аркадьєвим, футболіст Сенюков їм сподобався і приєднався до команди.
У складі армійців, перейменованих в 1951 році в ЦБРА, Микола провів лише один офіційний матч, в якому забив один гол. Сталося це в грі переможного для команди чемпіонату СРСР 1951 року. Після розпуску «команди лейтенантів» в 1952 році Сенюков був відправлений в клуб МВО, який через рік спіткала та ж доля, тому догравав чемпіонат 1953 року він уже в московському «Торпедо», який тоді взяв «бронзу». У складі автозаводців Сенюков грав до сезону 1961 року, отримав за цей час також срібні медалі чемпіонату 1957 року і Кубка 1958 року.

### Тренер
По завершенні кар'єри тренував липецьке «Торпедо» (1962—1963), вологодське «Динамо» (1969—1970) і «Москвич» (1971—1972), а також був майже постійно зайнятий у системі команд московського «Торпедо», однак найбільших успіхів досяг на посаді дитячого тренера. Серед його вихованців футболісти: Юрій Сенічкін, Олександр Тукманов, Володимир Бутурлакін, Микола Куличенков, Віктор Балашов, В'ячеслав Попов, Сергій Фомін, Валерій Абрамов, Сергій Пригода, Микола Писарєв, Дмитро Чугунов, Сергій Бурченков, Борис Востросаблін, Сергій Басов, Андрій Нікітін, Денис Андрєєв, Олександр Ковальов. Був суворим тренером, пильно стежив за успішністю підопічних і їх подальшою долею.

### Останні роки
Сенюков іноді грав за ветеранів «Торпедо». Помер 26 грудня 2007 року в Москві.

## Досягнення
Як гравця московського «Торпедо»:
- Чемпіонат СРСР:
  - Срібний призер: 1957
  - Бронзовий призер: 1953
- Кубок СРСР:
  - Фіналіст: 1958